# Uruguayische Volleyballnationalmannschaft der Frauen
Die uruguayische Volleyballnationalmannschaft der Frauen ist eine Auswahl der besten uruguayischen Spielerinnen, die die Federación Uruguaya de Voleibol bei internationalen Turnieren und Länderspielen repräsentiert.

## Geschichte

### Weltmeisterschaften
Uruguay wurde bei der Volleyball-Weltmeisterschaft 1960 Neunter.

### Olympische Spiele
Uruguay konnte sich noch nie für Olympische Spiele qualifizieren.

### Südamerikameisterschaften
Bei der Premiere der Volleyball-Südamerikameisterschaft erreichte Uruguay 1951 das Finale gegen Gastgeber Brasilien. Fünf Jahre später gab es das gleiche Ergebnis im eigenen Land und 1958 wurden die uruguayischen Frauen Dritter. Von 1964 bis 1975 belegten sie jeweils dreimal den vierten und dritten Platz. Bei den Turnieren 1981 und 1983 reichte es nur noch zu den Rängen sieben und sechs. 1987 im eigenen Land wurden die Uruguayerinnen ebenfalls Sechster. Bei den folgenden fünf Turnieren rutschten sie vorübergehend bis auf den achten Platz ab, ehe sie Ergebnisse 1999 und 2001 wieder Fünfter und Vierter wurden. Die gleichen Resultate gab es 2005 und 2007.

### World Cup
Die erste Ausgabe des World Cup beendete Uruguay 1973 auf dem letzten von zehn Plätzen.

### World Grand Prix
Der World Grand Prix fand bisher ohne uruguayische Beteiligung statt.